# Michał Kędzierski

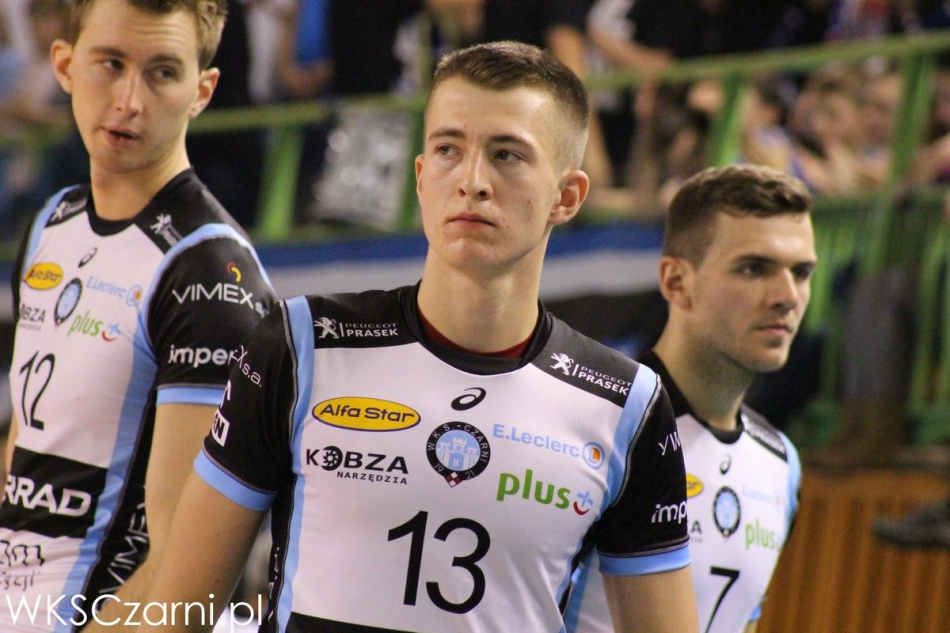
Michał Kędzierski zawodnikiem Czarnych Radom w sezonie 2014/2015

Michał Kędzierski (ur. 9 sierpnia 1994) – polski siatkarz, grający na pozycji rozgrywającego.
W latach 2011–13 jako zawodnik Asseco Resovii grał nieprzerwanie w Młodej Lidze. Jest brązowym medalistą tych rozgrywek (2011/12). W sezonie 2012/13 został dwukrotnie wybrany MVP meczu Młodej Ligi. W trakcie sezonu 2013/14 związał się, na zasadzie wypożyczenia, z beniaminkiem PlusLigi, drużyną Cerradu Czarnych Radom. W najwyższej klasie ligowej zadebiutował w 4. kolejce rozgrywek, w której radomski zespół pokonał przed własną publicznością PGE Skrę Bełchatów 3:1.
Jego o 9 lat młodszy brat Maksym, również jest siatkarzem. Gra na pozycji libero.

## Sukcesy klubowe
Młoda Liga:
- 2017

PlusLiga:
- 2023[6]

Puchar CEV:
- 2024[7]

## Sukcesy reprezentacyjne
Liga Europejska:
- 2015

Memoriał Huberta Jerzego Wagnera:
- 2017

Letnia Uniwersjada:
- 2019

## Nagrody indywidualne
- 2017: Najlepszy rozgrywający Młodej Ligi w sezonie 2016/2017